# Serdar Gökhan
 (février 2020).
Si vous disposez d'ouvrages ou d'articles de référence ou si vous connaissez des sites web de qualité traitant du thème abordé ici, merci de compléter l'article en donnant les références utiles à sa vérifiabilité et en les liant à la section « Notes et références ».
Serdar Gökhan, né le 15 mai 1946 à Mudurnu, est un acteur turc.

## Biographie
Serdar Gökhan se fait connaitre grâce à la célèbre série télévisée, Diriliş: Ertuğrul, en interprétant Suleiman Chah, le père d'Ertuğrul.

## Filmographie

### Cinéma

#### Années 1960 et 1970
- 1966 : Affedilmeyen de Türker Inanoglu
- 1967 : Kardes kavgasi de Türker Inanoglu
- 1969 : Sokak kedisi de Muharrem Gürses
- 1969 : Kaderimsin de Nuri Ergün
- 1969 : Allah aski yaratti de Seyfi Havaeri
- 1970 : Yemende bir avuç türk de Yilmaz Atadeniz : Mülazim Sedat
- 1970 : Krallarin kaderi de Yilmaz Atadeniz
- 1970 : Kizgin topraklar de Cevat Okçugil
- 1971 : Kadırgalı Ali de Kemal Kan
- 1971 : Asya'nın Tek Atlısı Baybars de Kemal Kan
- 1972 : İstanbul Kabadayısı Kara Murat de Kemal Kan
- 1972 : Kurt Bey de Süreyya Duru : Kurt Bey
- 1972 : Ölümle Dudak Dudaga d'Aram Gülyüz
- 1972 : Kara Doğan de Yilmaz Duru : Kara Dogan Mehmet
- 1972 : Estergon Kalesi de Kemal Kan
- 1973 : Gökçeçiçek de Lutfi Akad : Selman Ali
- 1973 : Irmak de Lutfi Akad : Nuri
- 1973 : Acı Yudum de Natuk Baytan
- 1973 : Akma Tuna de Kemal Kan
- 1973 : Gecelerin Hakimi de Yücel Uçanoglu
- 1973 : Kara Pençe de Yücel Uçanoglu
- 1973 : İnsanlık Ölmedikçe de Seyfi Havaeri
- 1973 : Kara Orkun de Yücel Uçanoglu : Black Orkun
- 1973 : Gurbetçile d'Osman F. Seden
- 1973 : Vur Emri de Nuri Ergün : Dogan
- 1973 : Kanli olay de Kemal Kan
- 1973 : Kara Pençe'nin İntikamı de Yücel Uçanoglu
- 1973 : İkibin Yılın Sevgilisi d'Ertem Göreç
- 1973 : Dağ Kanunu de Yilmaz Atadeniz : Aslan Bey
- 1973 : Beklenmeyen Adam de Yücel Uçanoglu
- 1974 : Kurt Yemini de Semih Evin
- 1974 : Kır çiçeği de Mehmet Dinler
- 1974 : Bir Damla Kan Uğruna de Nejat Okçugil : Salih
- 1974 : Evlat Acisi de Hüsnü Cantürk : Commissaire Suat / Ali Uysal
- 1974 : Deli Ferhat de Mehmet Aslan : Ferhat
- 1974 : Unutama Beni de Mehmet Dinler
- 1974 : Vur Be Ramazan d'Aykut Düz
- 1974 : Sevmek d'Ertem Göreç : Sahin
- 1974 : Hudutların Kartalı de Nuri Ergün : Sahin
- 1975 : Cellat de Memduh Ün
- 1975 : Yatık Emine d'Ömer Kavur
- 1975 : Turhanoğlu de Yilmaz Atadeniz : Çal Hasan
- 1975 : Kader yolculari d'Orhan Elmas : Oruç
- 1975 : İsyan de Remzi Jöntürk : Polat
- 1975 : İntihar d'Ülkü Erakalin
- 1975 : Hesap Günü de Nejat Okçugil : Murat
- 1975 : Bu Osman Başka Osman d'Ülkü Erakalin : Osman
- 1975 : Bize koca gerek de Semih Servidal
- 1975 : Acı Severim Tatlı Döverim de T. Fikret Uçak : Commissaire Yusuf
- 1976 : Sevdalılar d'Ülkü Erakalin
- 1976 : Ölüme Yalnız Gidilir de Remzi Jöntürk : Adem
- 1976 : Analar Ölmez d'Ertem Göreç : Kenan
- 1977 : Seh Delbakhteh d'Ertem Göreç : Ali
- 1977 : Selam Dostum d'Orhan Elmas : Kemal
- 1977 : Yuvanın Bekçileri d'Osman F. Seden : Kemal
- 1977 : Yesilçam Sokagi d'Ülkü Erakalin
- 1977 : Şeref Yumruğu de Remzi Jöntürk : Murat
- 1977 : Meryem Ve Oğulları d'Osman F. Seden : Mehmet
- 1977 : Mavi Mercedes de Yücel Uçanoglu
- 1979 : Yıkılış de Natuk Baytan : Dadas Osman

#### Années 1980 et 1990
- 1982 : Altın Kafes de Yücel Uçanoglu
- 1986 : Ölüm bizi Bulunca de T. Fikret Uçak : Pötürgeli
- 1987 : Aglamayacaksin d'Engin Temizer
- 1987 : Sevgi payi de Zafer Par : Serdar
- 1988 : Oruç Reis d'Engin Temizer : Oruç Reis
- 1989 : Namusun Bedeli d'Osman F. Seden : Kadir Usta
- 1989 : Av de Melih Gülgen : Yusuf Bozdagli
- 1992 : Kurdoğlu 3 / Bu Yola Baş Koyduk de Cemalettin Ertürk : Oruç Reis
- 1994 : Kanayan Yara - Bosna Mavi Karanlık de Yücel Çakmakli

#### Années 2000 et 2010
- 2006 : Hacivat Karagöz Neden Öldürüldü? d'Ezel Akay : Köse Mihal
- 2010 : Nene Hatun d'Avni Kütükoglu : Ahmet Muhtar Pasa

### Télévision
- 1986 : Duvardaki kan : Ömer Bey
- 1986 : Aslan oglum (Téléfilm)
- 1987 : Cehennemde Tatil (Téléfilm)
- 1987 : Yeniden Doğmak : Yusuf
- 1987 : Utanç Yılları
- 1991 : Ahmet Hamdi Bey Ailesi : Ahmet
- 1999 : Akşam Güneşi : Nazmi
- 2002 : Karaoğlan : Baybora
- 2006 : Sev Kardeşim : Rasim
- 2006 : Pertev Bey'in Üç Kızı : Pertev Bey
- 2008 : Kırmızı Işık : Orhan
- 2008 : Elif : Aslan Karabey
- 2010 : Lale Devri : Haluk Kirali
- 2011 : Firar : Soner
- 2011 - 2012 : Fatmagül'ün Suçu Ne? : Fahrettin Ilgaz
- 2012 : Babalar ve Evlatlar
- 2014 : Kurt Seyit ve Şura : Mirza Mehmet Eminof
- 2014 - 2019 : Diriliş: Ertuğrul : Suleiman Chah
- 2015 : Iliski Durumu: Karisik
- 2018 : Mehmetçik Kut'ül Amare : Hüsrev Pehlivan
- 2019 - : Türkler Geliyor: Adaletin Kılıcı : Konur Alp
- 2020 : Kuruluş: Osman : Suleiman Chah